# Guatteria pondok
Guatteria pondok este o specie de plante angiosperme din genul Guatteria, familia Annonaceae, descrisă de Friedrich Anton Wilhelm Miquel. Conform Catalogue of Life specia Guatteria pondok nu are subspecii cunoscute.